# Демидовка (Гомельская область)
Демидовка (бел. Дземідоўка) — посёлок в Морозовичском сельсовете Буда-Кошелёвского района Гомельской области Белоруссии.

## География

### Расположение
В 4 км на юг от районного центра и железнодорожной станции Буда-Кошелёвская (на линии Жлобин — Гомель).

## Транспортная сеть
Транспортные связи по просёлочной, затем автомобильной дороге Буда-Кошелёво — Уваровичи. Планировка состоит из прямолинейной, ориентированной с юго-востока на северо-запад улицы, застроенной двусторонне деревянными домами усадебного типа.

## История
Основан в начале 1920-х годов переселенцами с соседних деревень на бывших помещичьих землях. В 1930 году организован колхоз. На фронтах Великой Отечественной войны погибли 15 жителей деревни. В 1959 году в составе совхоза «Морозовичи» (центр — деревня Морозовичи).

## Население

### Численность
- 2004 год — 25 хозяйств, 37 жителей.

### Динамика
- 1959 год — 216 жителей (согласно переписи).
- 2004 год — 25 хозяйств, 37 жителей.